# 宮下まい
宮下 まい（みやした まい、1990年12月13日 - ）は、日本のAV女優。東京都出身。

## 人物
- 趣味：ショッピング・映画鑑賞・ダイエット
- 特技：習字・ピアノ・アロマオイル・足ツボマッサージ・メイク歌・芝居

## 作品

### アダルトビデオ
2007年
- ラブメモ(7月28日、オーロラプロジェクト)
- コイビトシャシン 03(8月25日、大洋図書)
- 可愛いあの娘の動きを止められたらあなたはその娘にナニをする? (9月6日、SODクリエイト)他出演:中条美華、高原このみ、高嶋みく、牧野夕日
- 見られ好きなボクの妹 のぞき穴から近親★盗撮 （11月5日、ワープエンタテインメント）
- 催眠人形 ～時計仕掛けのヒプノドール～ 眠りの森女学園編(11月23日、メディアステーション)
- SUND★ME!! (12月15日、ワープエンタテインメント)オムニバス作品 他出演:橘れもん、長谷川あゆみ、愛里ひな、京野明日香、我那覇レイ、羽田夕夏、飯島夏希、原千尋、間宮いずみ、永瀬あき、高城梨沙、絢音ミミ、東野愛鈴、愛葉みずき
- 巨乳制服美少女学園 (12月25日、イエロー）共演:おかもとなぎさ、高瀬七海、愛里ひな

2008年
- フェラコレ2008冬SP (1月12日、隼エージェンシー)オムニバス作品 他出演:小栗杏菜、三浦亜沙妃、浜崎りお、澄川ロア、紅りんご、南沙也香、美島涼、花野真衣、葉月奈穂、梨々花、山城美姫、蜜井とわ、堀口奈津美、水野美香、絢音ミミ、一ノ瀬あきら、姫川りな、北田優歩、冴木ルナ、月嶋りお、藤本さおり、平井ゆきな、はるか悠、那月りの
- みるスポ！ (1月19日みるきぃぷりん♪）
- こだわりの手コキ 4時間SP VII (2月9日、隼エージェンシー)オムニバス作品 他出演:美島涼、我那覇レイ、南沙也香、絢音ミミ、澄川ロア、一ノ瀬あきら、花野真衣、小栗杏菜、紅りんご、雨音しおん、天宮まなみ、響鳴音、月嶋りお、結川るり、加藤はるな、梨々花、日比野夕希、平井ゆきな、坂本愛海、永瀬あき、北島玲、中村さら、児玉しの、里原あみ、柳田やよい、鏡みらん、北田優歩、藤本さおり、緒川もも
- 私のおま○ことお口にあなたのザーメンを下さい 2(2月19日、ミスター・インパクト）
- 女子校生強制中出し 15(3月8日、隼エージェンシー）
- 近親相姦中出し5 5人の近親中出し物語 (3月19日、ミスター・インパクト)オムニバス作品 他出演:東野愛鈴、永瀬あき、梨々花、桃瀬れな
- 手コキでベロちゅ～ 2 12人の接吻&手淫絶頂 （4月19日、イエロー）オムニバス作品 他出演:小日向しおり、雨音しおん、魚住里奈、愛菜りな、星優乃、長谷川なあみ、響鳴音、青木玲、我那覇レイ、北田優歩、福沢あや
- Love Swim Girl 競泳水着 (4月26日、ぬるぬる愛好会）
- 濡れ萌えレオタード(4月26日、ぬるぬる愛好会）
- 官能小説朗読オナニ～ 2（5月19日、イエロー）オムニバス作品 他出演:小日向しおり、雨音しおん、浜崎りお、愛菜りな、星優乃、長谷川なあみ、響鳴音、愛里ひな、福沢あや、蜜井とわ、永瀬あき
- 巨乳制服学園BEST(6月19日 、イエロー）
- 競泳彼女（6月25日 、しのだプロジェクト）
- 濡れ娘 (7月25日 しのだプロジェクト)オムニバス作品 他出演:大塚ひな、野中あんり、京野明日香、芽衣奈、早乙女美奈子
- 中出し了解  (8月22日、プレステージ）
- 濡れたJK 3 (8月25日、しのだ）
- 女子高生捜査官HGA (9月7日、アタッカーズ)共演:つぼみ、鈴木明日香、神田美穂
- S級女優 鬼イカセ (6月20日、レアル・ワークス)
- 制服美少女プライベート調教BEST(9月19日、イエロー）
- 中出しCOLLECTION4時間 Vol.6 (10月19日、ミスター・インパクト）

2009年
- 中出し了解 かわいい妹系セレクションベスト 中出し32発 (5月22日、プレステージ）
- 巨乳女子校生4時間(6月19日、イエロー）

2010年
- フェラコレ2010秋SP （10月25日、隼エージェンシー）オムニバス作品 他出演:青木琴音、竹内結、愛内まほ、MOE、梨杏、伊東麻央、宮下まい、早乙女ルイ、ましろ杏、愛音ゆう、愛澤ほなみ、橘ひなた、月野キラリ、宮下リカ、高倉舞、桜りお、松すみれ、瀬名あゆむ、椎名唯、平山薫、平塚ゆい、矢沢るい、鈴木なつ、雪見紗弥、高井みほ、羽月希、可愛りん、佐々木四季、新山ゆきみ、大堀香奈
- こだわりの手コキ 4時間SP 38人のハンドメイド 17 (11月25日、隼エージェンシー)オムニバス作品 他出演:宮下まい、青木琴音、MOE、ましろ杏、水玉レモン、愛音ゆう、愛内まほ、愛澤ほなみ、葵ちひろ、杏りり、羽月希、加藤なつみ、橘ひなた、宮下リカ、高倉舞、桜りお、七葉しほり、松すみれ、森みさと、伊東麻央、泉麻那、早乙女ルイ、椎名唯、梅咲ほの香、平山薫、平塚ゆい、矢沢るい、梨杏、鈴木なつ、和葉みれい、茉莉花、雪見紗弥、高井みほ、可愛りん、月野きらり、小西レナ、大堀香奈、牧瀬もも、ほしのさり